# دوري كرة القاعدة الرئيسي 2008
دوري كرة القاعدة الرئيسي 2008 (بالإنجليزية: 2008 Major League Baseball season)‏ هو الموسم 106 من  دوري كرة القاعدة الرئيسي. أقيم خلال الفترة 2008 وحتى 29 أكتوبر 2008، والذي يشرف على تنظيمه دوري كرة القاعدة الرئيسي، وكان عدد الأندية المشاركة فيه  30، وفاز فيه فيلادلفيا فيليز.